# 520km-discontinuïteit
De 520km-discontinuïteit is een seismische discontinuïteit in de aardmantel, die zich zoals de naam doet vermoeden op 520 km diepte onder het aardoppervlak bevindt. Deze discontinuïteit wordt gekenmerkt door een toename van seismische snelheden met de diepte.

## Oorzaak
De meeste geofysici zijn van mening dat de aardmantel vrijwel homogeen is in compositie. Discontinuïteiten worden veroorzaakt door faseovergangen in mineralen als gevolg van hogere druk bij toenemende diepte. Op 520 km ondergaat het mineraal olivijn (het hoofdbestanddeel waaruit de aardmantel is opgebouwd) een faseovergang van een β-spinelstructuur (ook wadsleyiet genoemd) naar een γ-spinelstructuur (ook wel ringwoodiet), die een hogere dichtheid heeft.

## Eigenschappen
De faseovergang is behalve van de druk ook van de temperatuur afhankelijk. Op 520 km diepte heerst een druk van 18 GPa, maar de clapeyroncurve voor de faseovergang is positief (tussen 4,0 en 5,3 MPa/K), wat betekent dat bij een hogere temperatuur de overgang bij hogere druk (en dus op grotere diepte in de Aarde) plaatsvindt. Bij mantelpluimen ligt de discontinuïteit daarom dieper.
In de praktijk vindt de faseovergang niet als een plotselinge grens plaats, er is een grenslaag waarin beide fasen naast elkaar bestaan. Omdat de seismische snelheden in deze overgangslaag geleidelijk toenemen, is de 520km-discontinuïteit moeilijk waar te nemen. Waarnemingen van de discontinuïteit zijn soms betwist.